# Downtown no Gaki no Tsukai ya Arahende!!
Downtown no Gaki no Tsukai ya Arahende!! (яп. ダウンタウンのガキの使いやあらへんで!!, Dauntaun no Gaki no Tsukai ya Arahende!!, «Ми не хлопчики на побігеньках! від Downtown») (скорочено Gaki no Tsukai (яп. ガキの使い) або Gaki Tsuka (яп. ガキ使)) — японське шоу-вар'єте. Головними ведучими шоу є популярний дует коміків-овараї Downtown, а також комік Хосей Цукітей (раніше відомий як Хосей Ямадзакі) та оварай-дует Cocorico. Програма виходить на Nippon TV з 3 жовтня 1989 року та по теперішній час. 18 квітня 2010 вийшов тисячний епізод програми.

## Артисти

### Головний акторський склад
- Downtown, одні з найвпливовіших комбі (дуетів) в Японії.[2][3]
  - Мацумото Хітоші (яп. 松本人志), роль боке у Downtown.[4] Його найбільш уживаними комедійними прийомами є абсурдизм та сарказм. Його сценічний образ — грубий та жорсткий, з сухою подачею жартів. В дуеті він займає роль «M», тобто мазохіст.
  - Хамада Масатоші (яп. 浜田雅功), роль цуккомі в дуеті. Його різкі реакції та звичка хлопати людей по головам славнозвісні у світі овараї. Його часто описують як «S» — садиста.
- Цукітей Хосей (яп. 月亭方正, Цукітей Хōсей),[5] частина головного складу програми з 1990. Він часто виконує роль субері-кяра (персонаж, жарти якого завжди несмішні, незважаючи на його старання) або іджіме-кяра (невдаха, над яким знущаються та цькують, часто фізично). Раніше відомий як Хōсей Ямадзакі (山崎 邦正 Yamasaki Hōsei). Іноді інші учасники називають його Ямачян або Дзакі-сан.
- Cocorico,[6] частина головного складу з 1997.
  - Танака Наокі (яп. 田中直樹), роль боке у Cocorico.
  - Ендо Шьодзо (яп. 遠藤章造, Ендō Шьōдзō), роль цуккомі у Cocorico.

### Підтримуючий акторський склад
- License[ja] (Фуджівара Кадзухіро (яп. 藤原一裕) та Іномото Такахумі (яп. 井本貴史)). Комедійний дует, який іноді приєднується до звичайного акторського складу. Фуджівара також відомий як «Вакуумний Фуджівара» через його здібності з поїдання їжі, на чому інколи базуються скетчі.
- Оніші Хідеакі (яп. 大西秀明, Ооніші Хідеакі). Псевдонім "Jimmy Onishi" (яп. ジミー大西, Джімі Ōніші). Покинув звичайний склад у 1996 щоб стати художником. З 2005 року час від часу з'являється у попередньо записаних сегментах в шоу. В них він з'являється в різних амплуа і робить неочікувані, безглузді речі щоб розсмішити учасників. Найпопулярнішим жартом є його неспроможність вимовляти англійську мову.
- Кенджі Суґа (яп. 菅賢治, Suga Kenji). Виконавчий продюсер шоу. З'являється у ролі себе або інших персонажів. Також у шоу часто з'являються такі предмети як постери з його зображенням або фігури. Часто також використовується його записане навпаки ім'я «Ґāсӯ» (ガースー). Покинув шоу наприкінці 2017 року.
- Сайто Тошіхіде (яп. 斉藤敏豪, Сайтō Тошіхіде). Головний режисер. Часто його звуть Хейпō (ヘイポー). У скетчах та іграх він не може переносити страшні речі, навіть якщо вони дуже примітивні. Також він часто долучається до акторів коли їм потрібна ще одна людина, або замість відсутнього члена групи. Так, Хейпо виступав замість Хамади у «Kiki Ketchup», бо останній лежав у шпиталі.
- Фуджівара Хіроші (яп. 藤原寛). Попередній менеджер Downtown. У шоу часто грає жіночих персонажів, та займає роль ведучого-спостерігача у іграх. Часто плутає слова.
- Накамура Йошінобу (яп. 中村喜伸). Режисер шоу, часто виходить коли потрібен шостий учасник.
- Ітао Іцуджі (яп. 板尾創路). Член комедійного дуету 130R та колишній учасник Gottsu Ee Kanji від Downtown. Часто з'являється у іграх на шоу. Протягом шоу, шість різних жінок представляли як його дружину.

### Часті гості
- Амеагарі Кешшітай (Міясако Хіроюкі (яп. 宮迫博之) і Хотохара Тōру (яп. 蛍原徹, Хотохара Тōру)). Комедійний дует, час від часу приєднуються до звичайного складу.
- Обачян Ітіґо (яп. おばちゃん一号) (浅見 千代子 Асамі Чіоко) та Обачян Санґо (яп. おばちゃん三号) (三城晃子 Місіро Акіко); буквально, Стара Леді #1 та Стара Леді #3. Дві літні жінки, які часто з'являються в іграх
- Девід Хоссейн
- Africa Chūō TV (яп. アフリカ中央テレビ, Afurika Chūō Terebi).
- Хосіда Хідетосі (яп. 星田英利) (星 田英利), більш відомий як Хошшян (яп. ほっしゃん)
- Нісікава Аяко (яп. 西川史子, Nishikawa Ayako). Колишня Міс Японія, згодом стала лікарем.
- Тіакі (яп. 千秋). Колишня дружина Ендо (з якою вони розлучились у грудні 2007 року).[7]
- Маедзіма Коіті — Shin Onii (яп. 新おにぃ, Shin Onii)
- Мацумото Такахіро (яп. 松本隆博, Matsumoto Takahiro).
- Ямада Ханако (яп. 山田花子, Yamada Hanako).
- Хакам Наронпат. Професійний тайський боксер.
- Тьоно Масахіро (яп. 蝶野 正洋, Тьо:но Масахіро). Колишній професійний реслер.
- Сьофукутей Сьохей (яп. 笑福亭笑瓶, Shōfukutei Shōhei). Виконавець ракуґо.
- Рола (яп. ローラ, Rōra). Японська фотомодель.
- Умемія Клаудія (яп. 梅宮 クラウディア, Umemiya Kuraudia).
- Цутія Анна (яп. 土屋 アンナ, Tsuchiya Anna). З'явилася у двох іграх разом з коміком Юкі Хімурою.
- Муракамі Шьоджі.
- Matsuko Deluxe (яп. マツコ・デラックス, Matsuko Derakkusu) — відомий актор-кросдрессер
- Моріман.
- Томіо Суґа.
- Егашіра 2:50.

## Розклад трансляцій
- Nippon TV, Aomori Broadcasting Corp., Miyagi TV, Akita Broadcasting System, Inc., Yamagata Broadcasting Co., Fukushima Central TV, Yamanashi Broadcasting System, TV Niigata, TV Shinshu, Kitanihon Broadcasting Co., TV Kanazawa, Fukui Broadcasting Co., Shizuoka Daiichi TV, Chukyo TV, Yomiuri TV, Nihonkai TV, Yamaguchi Broadcasting Co., Shikoku Broadcasting Co. Nishinippon Broadcasting Co., Nankai Broadcasting Co., Kochi Broadcasting Co., Fukuoka Broadcasting Corp. Nagasaki International TV, Kumamoto Kemmin TV, TV Ōita, Kagoshima Yomiuri TV: з 23:25 до 23:55 щонеділі (JST)
- Sapporo TV: з 00:59 до 01:29 щосереди (JST)
- Iwate TV: з 00:50 до 01:20 щонеділі (JST)
- Hiroshima TV: з 00:59 до 01:29 щочетверга (JST)
- Ryukyu Broadcasting Corp. (пов'язана з JNN і TBS Network): з 00:58 до 01:35 щонеділі (JST)